# Francesco Corbarelli

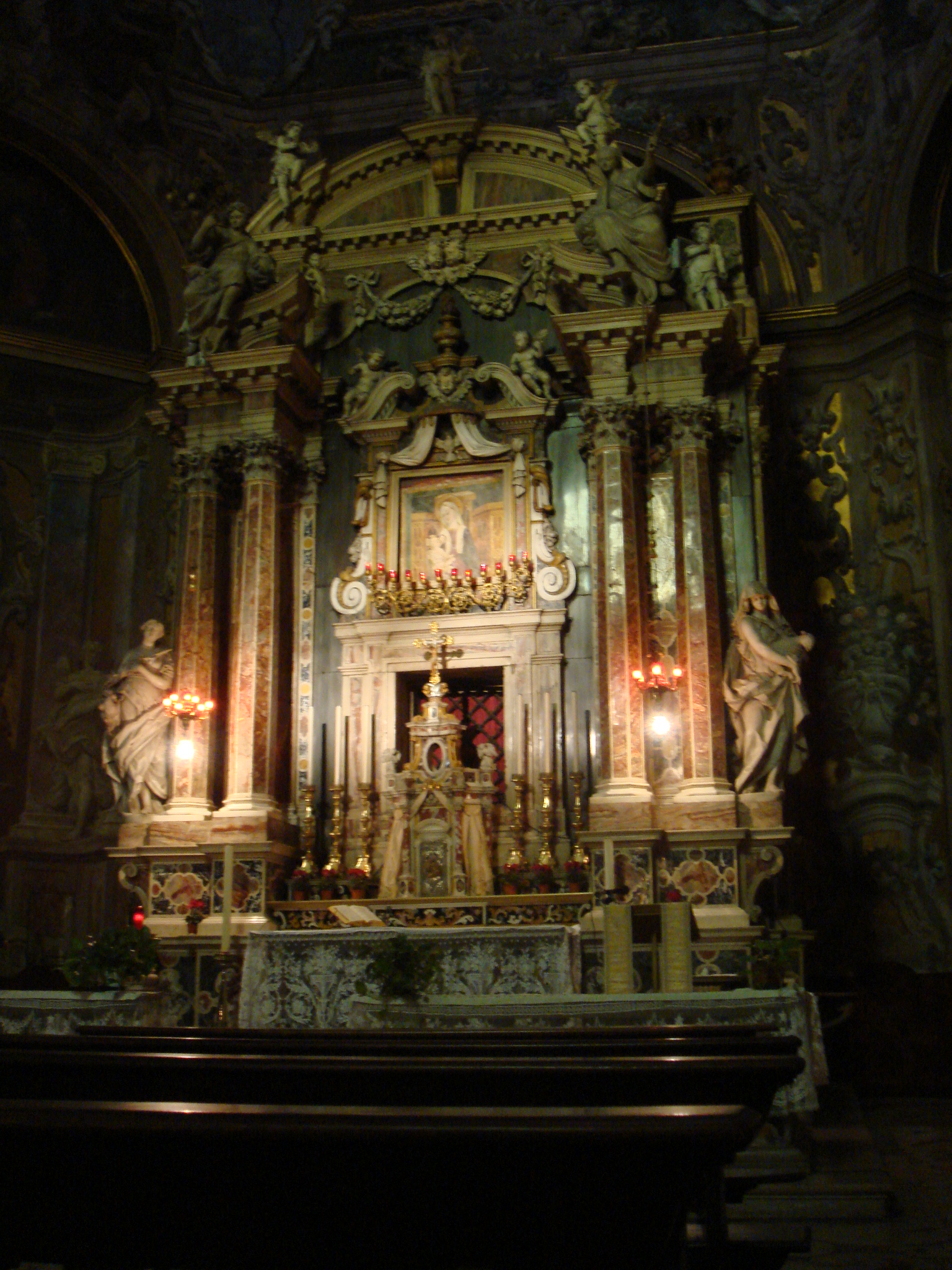
Altare maggiore della chiesa di Santa Maria della Carità a Brescia.

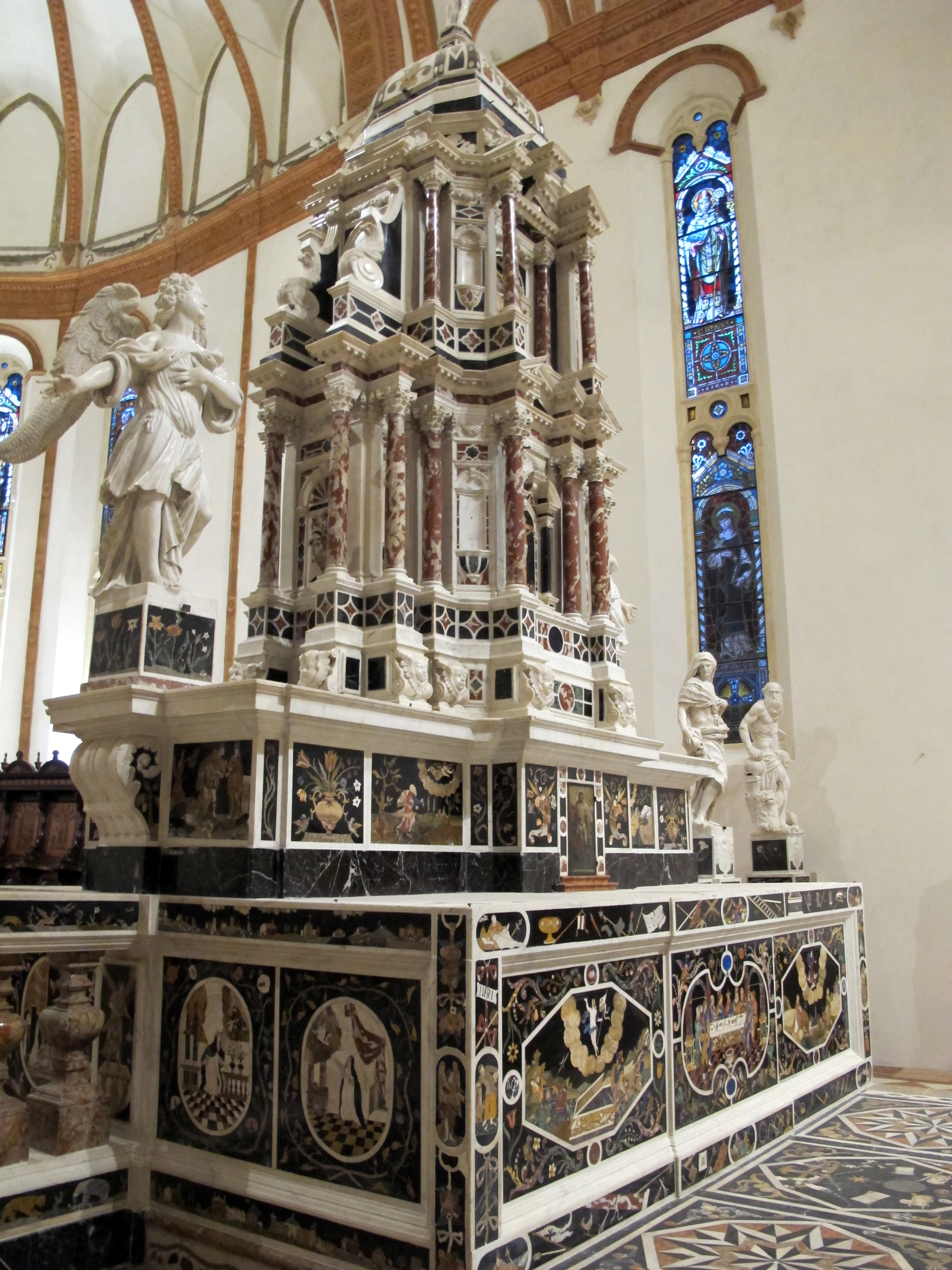
Vicenza, altare della chiesa di Santa Corona

Francesco Corbarelli (Firenze, ... – Brescia, 1718) è stato uno scultore italiano.

## Biografia
Figlio di Pietro Paolo, nacque a Firenze probabilmente nella prima metà del XVII secolo. Operò inizialmente a Padova e a Vicenza, quindi nel 1684 si trasferì a Brescia dove morì nel 1718.

## Opere
- Padova – Tabernacolo dell'altare del Santissimo Sacramento della Basilica di Santa Giustina, 1651, opera eseguita col fratello Antonio
- Padova – Decorazioni della Cappella della Croce nella basilica di Sant'Antonio, 1676
- Vicenza – Paliotti, tempietto e decorazioni dell'altare maggiore della chiesa di Santa Corona, 1681 - 1685
- Brescia – Altare maggiore della chiesa di Santa Maria della Carità, 1685 – 1696, opera eseguita con i figli Domenico e Antonio
- Castel Goffredo – Balaustra dell'altare del Crocefisso nella Chiesa prepositurale di Sant'Erasmo, 1703, opera eseguita con Domenico Corbarelli
- Monzambano – Altare maggiore della chiesa parrocchiale (opera attribuita)
- Medole – Altare maggiore della parrocchiale (opera attribuita)